# Günther Schiwy
Günther Schiwy (* 29. November 1932 in Lehrte bei Hannover; † 5. September 2008 in Herrsching am Ammersee) war ein deutscher Schriftsteller und Verlagslektor.

## Leben und Werk
Günther Schiwy trat 1952 dem Jesuitenorden bei. Er studierte Philosophie, Theologie, Soziologie und Literatur in München, Frankfurt und Paris. „Die schrittweise Rücknahme der Errungenschaften des Zweiten Vatikanischen Konzils bewog Günther Schiwy 1970, sich von den Ordensgelübden befreien und in den Stand der Laien zurückversetzen zu lassen in der Überzeugung, so ungehindert und uneingeschränkt der Wahrheit dienen zu können.“ 1975 wurde er mit einer Strukturanalyse zu Texten von Hans Küng und der Römischen Glaubenskongregation promoviert.
Von 1970 bis 1995 arbeitete er als Verlagslektor zunächst für den Bayerischen Schulbuchverlag und anschließend zwanzig Jahre für den Verlag C.H.Beck in München. Als freier Schriftsteller hat er diverse biographische Arbeiten veröffentlicht, die die Auseinandersetzungen des Christentums mit den jeweiligen Zeitströmungen erhellen. Zu Teilhard de Chardin veröffentlichte er 1981 die zweibändige Biografie Teilhard de Chardin. Sein Leben und seine Zeit. Teilhards Weltsicht vertrat er entschieden auch in Arbeitskreisen, auf Tagungen und Kongressen. Außerdem schrieb Schiwy über den französischen Strukturalismus (1969 und 1985), über die spätmittelalterliche Mystikerin Birgitta von Schweden (2003) sowie über Rainer Maria Rilke und die Religion (2006).

## Ehrungen
Für seine Eichendorff-Biografie (2007) erhielt Schiwy am 28. September 2008 posthum den Eichendorff-Literaturpreis und am 2. Oktober 2008 die Eichendoff-Medaille der Eichendorff-Gesellschaft.

## Schriften (Auswahl)
- Der französische Strukturalismus. Mode, Methode, Ideologie. Rowohlt, Reinbek bei Hamburg 1969.
- Poststrukturalismus und „Neue Philosophen“, überarbeitete Neuausgabe. Rowohlt, Reinbek bei Hamburg 1985, ISBN 3-499-55413-5.
- Abschied vom allmächtigen Gott. Kösel, München 1995, ISBN 3-466-20396-1.
- Eichendorff. Der Dichter in seiner Zeit. C.H. Beck, München 2000, ISBN 3-406-46673-7.
- Birgitta von Schweden: Mystikerin und Visionärin des späten Mittelalters. Eine Biographie. C.H. Beck, München 2003, ISBN 3-406-50487-6.
- Rilke und die Religion. Insel-Verlag, Frankfurt am Main/Leipzig 2006, ISBN 3-458-17331-5.